# Region Wschodni (Ghana)
Region Wschodni – jeden z 10 regionów administracyjnych Ghany. Stolicą regionu jest Koforidua. Według spisu z 2021 roku liczy ponad 2,9 mln mieszkańców i jest trzecim najbardziej zaludnionym regionem w kraju.
W jego skład wchodzi 21 dystryktów:
- Akuapim North
- Akuapim South
- Akyemansa
- Asuogyaman
- Atiwa
- Birim Central
- Birim North
- Birim South
- East Akim
- Fanteakwa
- Kwaebibirem
- Kwahu East
- Kwahu North
- Kwahu South
- Kwahu West
- Lower Manya Krobo
- New-Juaben Municipal
- Suhum/Kraboa/Coaltar
- Upper Manya Krobo
- West Akim
- Yilo Krobo.

## Demografia
Według spisu w 2021 roku ludność tworzyły głównie plemiona Akan (53,4%), Ga-Dangme (18,2%), Ewe (17,1%), Guan (3,5%) i Mole-Dagbani (3,4%).

### Religia
Struktura religijna w 2021 roku według Spisu Powszechnego:
- zielonoświątkowcy i charyzmatycy – 40,7%,
- pozostali protestanci – 24%,
- pozostali chrześcijanie – 16%,
- muzułmanie – 6,7%,
- katolicy – 5,4%,
- brak religii – 1,4%,
- religie etniczne – 0,55%,
- inne religie – 5,3%.